# Крістешть (Молдова)
Крістешть (рум. Cristești) — село у Ніспоренському районі Молдови. Утворює окрему комуну.

## Населення
За даними перепису населення 2004 року у селі проживали 1208 осіб.
Національний склад населення села:
| Національність       | Кількість осіб | Відсоток   |
| -------------------- | -------------- | ---------- |
| молдавани румуни     | 1199 1         | 99,3% 0,1% |
| українці             | 2              | 0,2%       |
| росіяни              | 2              | 0,2%       |
| болгари              | 2              | 0,2%       |
| інша / без відповіді | 2              | 0,2%       |
| Всього               | 1208           | 100%       |